# 农业工程师

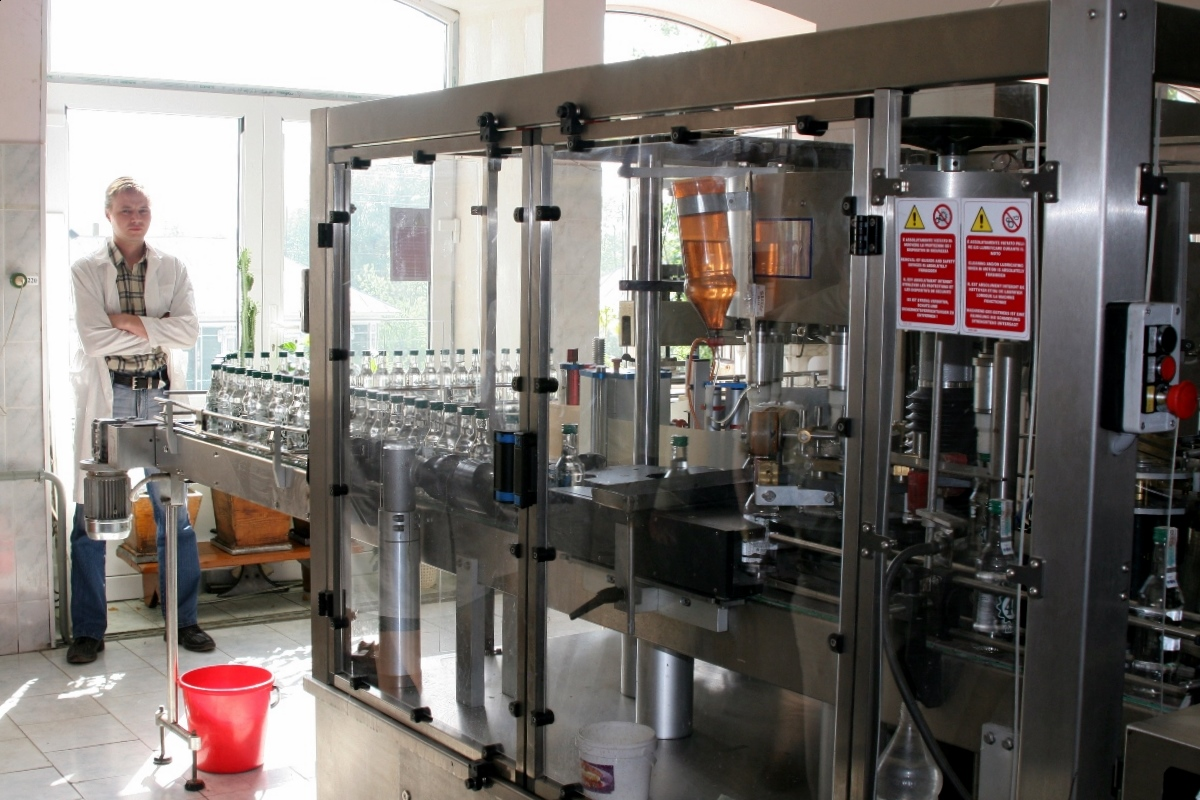
一個俄國農業工程師在操作自動果醬製造機

农业工程师是指那些把工程知识用于农业生产的专业人士。他们通常持有学术性学位或具有相等的工作经验。他们从事的专业包括农业和食品机械和设备的设计、食品和农产品加工等。

## 著名农业工程师列表
- 汪懋华：中国工程院院士
- 曾德超：中国工程院资深院士
- 孙大文：英国皇家农业工程院院士，英国皇家机械工程师学会“食品工程师年度人物”获得者。

## 参看
- 工程师
- 农业工程
- 食品科學
- 现代食品工程
- 食品和生物加工技术